# Dom von Ravenna

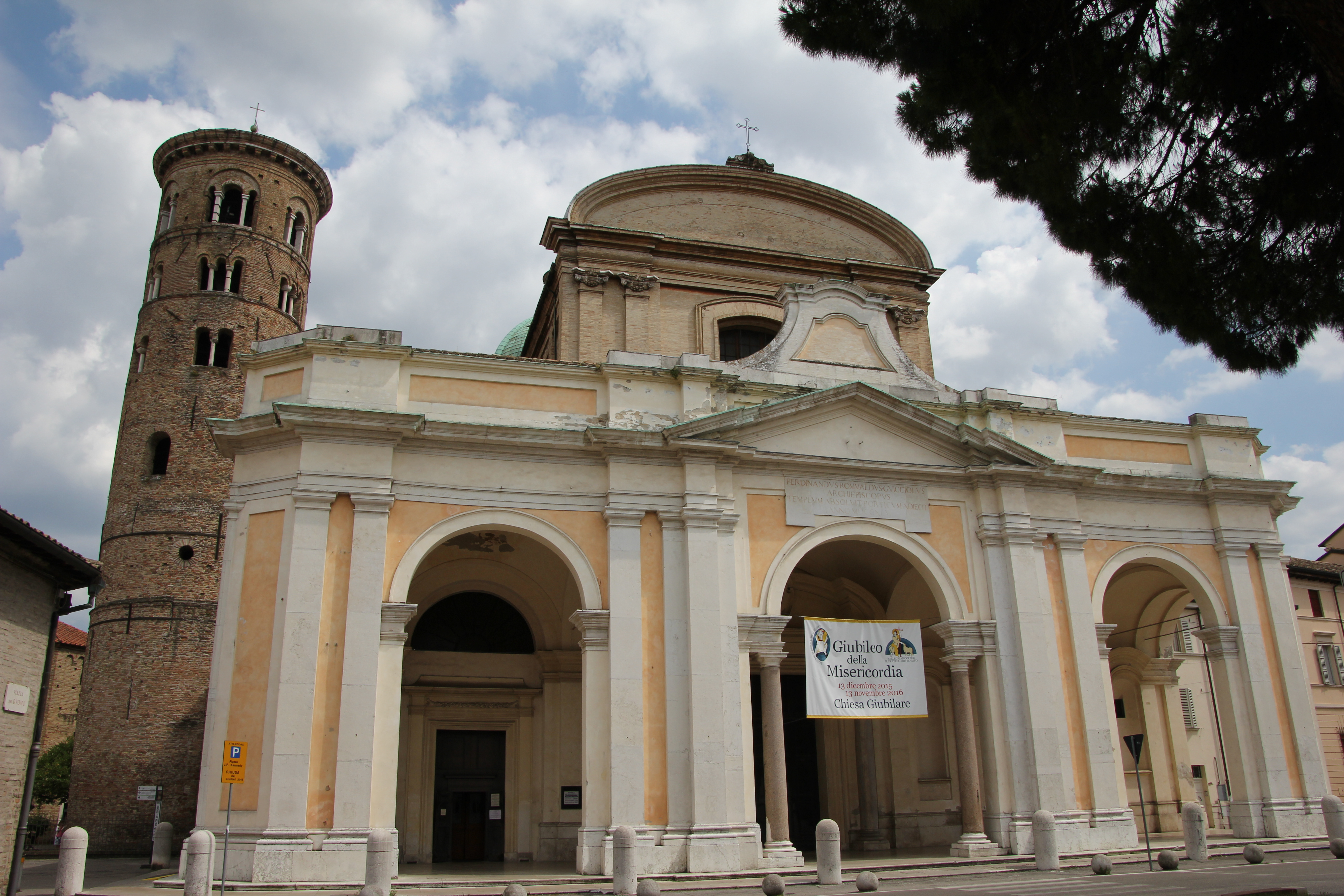
Dom von Ravenna

Glockenturm und Kuppel

Der Dom von Ravenna oder die Kathedrale der Auferstehung Unseres Herrn Jesus Christus (italienisch Cattedrale della Resurrezione di Nostro Signore Gesù) ist eine römisch-katholische Kirche im westlichen Teil der Altstadt von Ravenna in der Emilia-Romagna, Italien. Die Kathedrale des Erzbistums Ravenna-Cervia dient auch als Pfarrkirche und trägt den Titel einer Basilica minor. Der Vorgängerbau des heutigen Doms, die vom Anfang des 5. Jahrhunderts stammende Basilica Ursiana, wurde im 18. Jahrhundert abgerissen und im barocken und klassizistischen Stil neu errichtet. Der Dom ist seit der Antike Teil des kirchlichen Komplexes mit erzbischöflichem Palast, erzbischöflichem Museum, dem Baptisterium der Kathedrale aus dem 5. Jahrhundert und dem im 10. Jahrhundert begonnenen, runden Campanile.

## Die antike Basilica Ursiana
Die Kathedrale wurde aufgrund der Verlegung der Hauptstadt des Weströmischen Reiches von Mailand nach Ravenna, die Kaiser Honorius im Jahr 402 vollzog, errichtet. Im Zusammenhang mit der Wahl Ravennas zur Residenz stand auch die Verlegung des Bischofsstuhls vom nahen Classe. Gründer und Erbauer der Kathedrale war Bischof Ursus, weshalb sie als Basilica Ursiana bekannt ist. Sie wurde im Stadtzentrum erbaut, am 3. April 407 geweiht und der Auferstehung Jesu gewidmet.
Die Kirche im frühchristlichen Stil war etwa 60 Meter lang und 35 Meter breit und zeichnete sich durch einen Grundriss ohne Querschiff aus. Der Saal war in fünf Schiffe unterteilt, die Seitenschiffe waren jeweils paarweise so breit wie das Mittelschiff. Die Kirchenschiffe waren mit Reihen von 15 Rundbögen auf Marmorsäulen unterteilt; das Mittelschiff schloss mit einer Apsis, innen halbkreisförmig und außen polygonal. Der Grundriss der Kathedrale zeigte eine deutliche Analogie zu den Strukturen der „Basilica maior“ in Mailand (gegründet um 350) und der Basilica C im heute bulgarischen Nikopol aus der Mitte des 6. Jahrhunderts, wobei letztere ein Querschiff hatte.
Im 10. Jahrhundert wurde der zylindrische Glockenturm gebaut, und ab 1112 erfolgte eine umfassende Renovierung der Wandmosaiken. Auf der Wand des Triumphbogens war oben der auferstandene Christus mit den Aposteln dargestellt, unten links zeigte sie die Aussendung des heiligen Apollinaris nach Ravenna durch den heiligen Petrus und rechts den heiligen Apollinaris vor den Stadttoren von Ravenna; in den Zwickeln befanden sich auf der einen Seite Abel und auf der anderen Seite Kain, beide im Akt der Opferung an Gott. Zwei Palmen zierten die Kämpfer des Bogens. Einige Fragmente der antiken Dekoration der Apsis sind im Erzbischöflichen Museum von Ravenna erhalten geblieben, wie z. B. die vollständige betende Jungfrau Maria, die Köpfe der Heiligen Barbaziano, Ursicino, Petrus und Johannes und die des Mönchs in der Szene des Martyriums des heiligen Apollinaris.

## Die aktuelle Kathedrale
Maffeo Nicolò Farsetti wurde im März 1727 von Papst Benedikt XIII. zum Erzbischof von Ravenna ernannt. Nach einer Idee seines Vorgängers Girolamo Crispi beauftragte er den Architekten Giovan Francesco Buonamici aus Rimini mit dem Bau einer neuen Kathedrale im modernen Barockstil an Stelle der antiken Basilika. Er ging von einem Projekt von Giuseppe Sardi aus, der sich nach dem Willen des Erzbischofs von der römischen Kirche Sant’Ignazio inspirieren ließ. Nach der Genehmigung des Projekts im Januar 1734 wurde am 30. Juli desselben Jahres, nach einem ersten Teilabriss der alten Kirche, der Grundstein gelegt. Die Arbeiten wurden nach dem Tod Farsettis 1741 durch seinen Nachfolger Ferdinando Romualdo Guiccioli fortgesetzt und endeten 1745 mit dem Bau des Portikus, der ursprünglich nicht im Projekt vorgesehen war. Die Kathedrale wurde am Mittwoch der Karwoche für den Gottesdienst eröffnet, aber erst am 13. April 1749 von Erzbischof Guiccioli geweiht.
Bereits nach wenigen Jahrzehnten zeigten sich Baumängel, die eine durch Cosimo Morelli zwischen 1772 und 1774 durchgeführte Renovierung erforderten. Außerdem wurde in den Jahren 1780–1782 auf Geheiß von Erzbischof Antonio Cantoni die ursprüngliche achteckige Kuppel durch eine neue Kuppel mit elliptischem Grundriss ersetzt, die im klassizistischen Stil von Giuseppe Pistocchi aus Faenza entworfen wurde.
Der Abriss der antiken Kathedrale und der Verlust der reichen Mosaikdekoration zugunsten eines Neubaus warf zahlreiche Kontroversen auf, darunter die des kamaldulensischen Architekten und Mönchs Paolo Soratini, der sich zunächst mit Buonamici an der Leitung der Arbeiten für den Bau der Barockkathedrale beteiligt hatte.

## Architektur

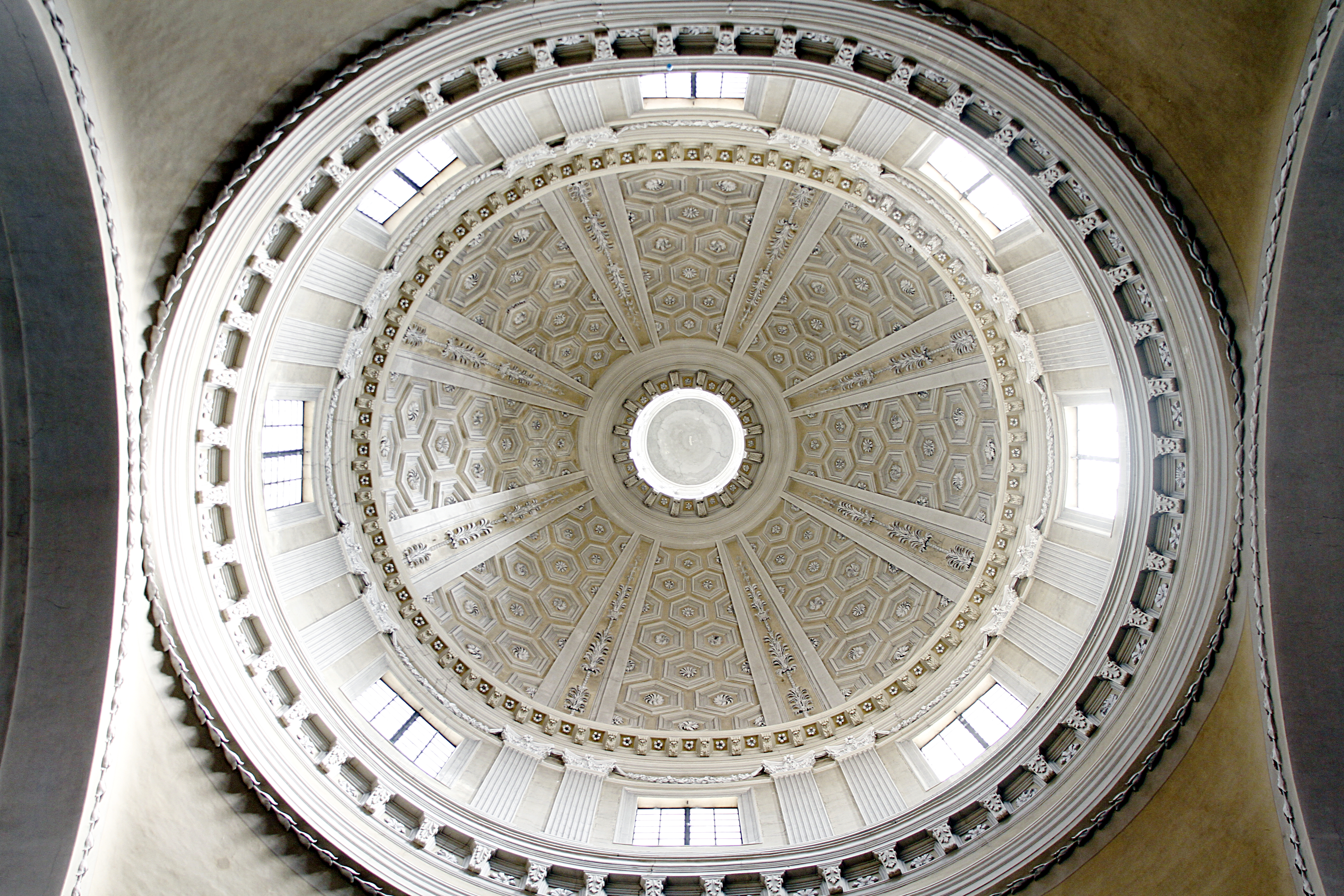
Innenkuppel

Die dreischiffige Basilika wurde auf dem Grundriss eines lateinischen Kreuzes entworfen, ihr Boden wurde gegenüber dem der antiken Basilika um 3,50 Meter angehoben. Das Mittelschiff ist mit einem Tonnengewölbe mit Lünetten bedeckt, das auf ein hohes, auf korinthischen Pilastern ruhendes Gesims aufgesetzt ist, das sich auch im Querschiff und in der Apsis fortsetzt.
Die Seitenschiffe sind stattdessen in drei quadratische, mit kleinen Kuppeln bedeckte Joche unterteilt, die sich mit fünf rechteckigen, mit Tonnengewölben bedeckten Jochen abwechseln.[6]  In das zentrale Tonnengewölbe des Mittelschiffs sind hohe Stichkappen für die Fenster hineingeschnitten. Zentral erhebt sich die klassizistische Vierungskuppel, die durch die acht Fenster des Tambours und die Laterne beleuchtet wird, die an ihrer Spitze eine Höhe von 47,40 Metern erreicht. Von einem elliptischen Grundriss ausgehend ist das Werk Giuseppe Pistocchis mit sechseckigen Kassetten verziert und durch doppelte Rippen in acht Sektoren unterteilt.
Die drei Rundbögen der Säulenreihe zu den Seitenschiffen ruhen seit der Renovierung 1772 bis 1774 auf je zwei kostbaren Marmorsäulen aus der antiken Basilica Ursiana. Auf der Außenseite korrespondieren dazu die Seitenkapellen, die sich mit ebensolchen Bögen öffnen.
Der neben der Kirche stehende Campanile ragt 35 Metern hoch und ist in vier Etagen gegliedert, die obere Etage musste nach dem Brand 1658 wiederaufgebaut werden. Sein Geläut stammt aus dem 17. bis 19. Jahrhundert.

## Ausstattung

### Chor

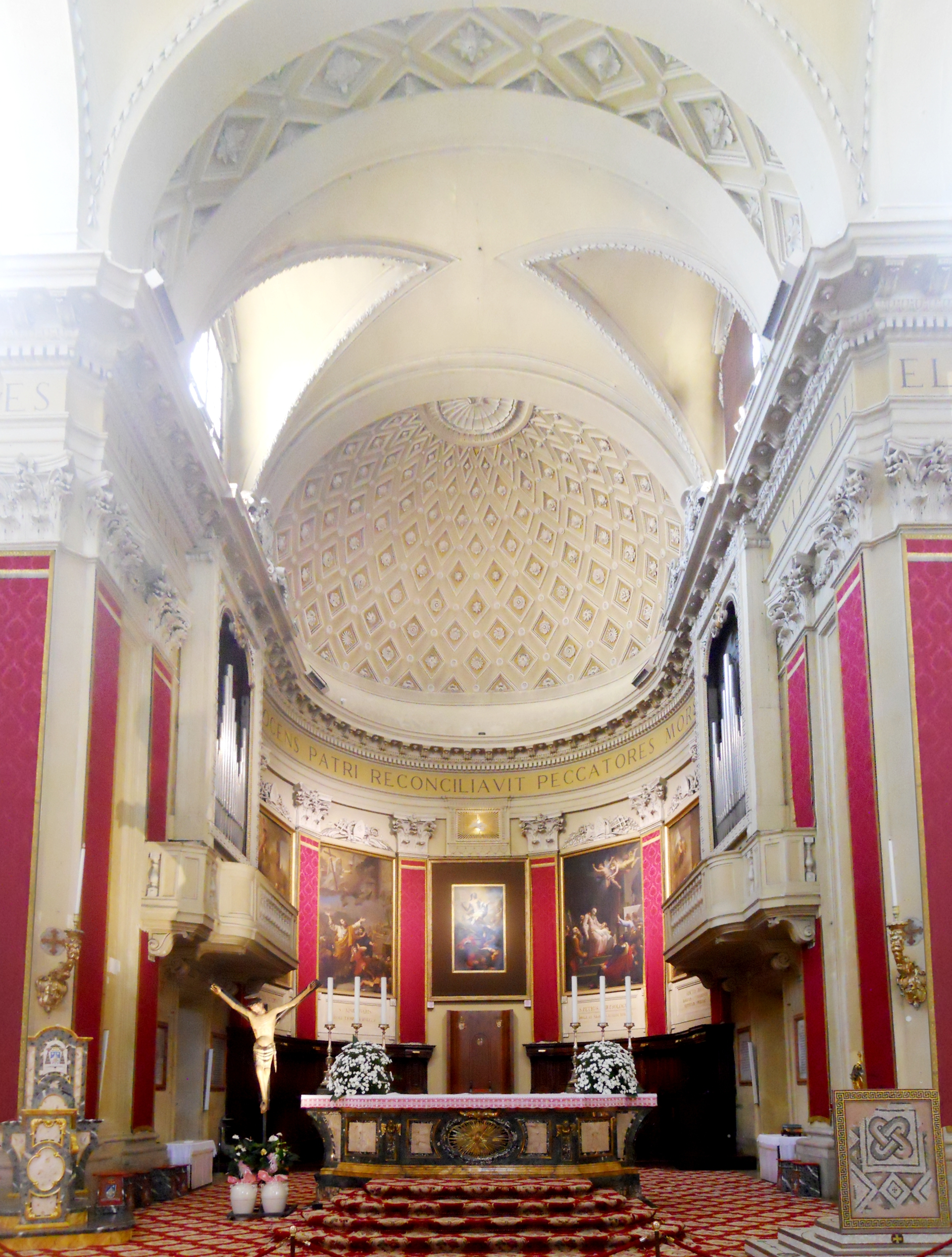
Chorraum

In der tiefen, reich mit Stuckkassetten verzierten Chorapsis erhebt sich mittig der Hochaltar, den Erzbischof Guiccioli 1760 erbauen ließ. Er besteht aus kostbaren polychromen Steinen wie antikem grünem Porphyr, Carraramarmor, orientalischem schwarzem Marmor und Quittenalabaster und ist mit vergoldeten Bronzen von Bartolomeo Borroni verziert; in ihm befinden sich die Reliquien der ersten neun Bischöfe von Ravenna. Das silberne Ziborium von 1512 wurde von den Franzosen geraubt.
Auf der rechten Seite steht der moderne Ambo. Er wurde 1996 nach einem Entwurf von Diego Rinaldini unter Verwendung eines Mosaiks aus dem 3. Jahrhundert mit dem sogenannten „Knoten des Moses“ realisiert. Links steht ein Kruzifix aus dem 13. Jahrhundert, das 1512 gleichzeitig mit der „Madonna des Schweißes“ Blut geschwitzt und die Füße eingezogen haben soll, um sie vor den Flammen zu retten, die von Gascogner und ferraresischen Soldaten gelegt wurden. Das Werk, das sich bis Ende der 1990er Jahre in einer Seitenkapelle der Kirche San Domenico in Ravenna befand, besteht aus ausgehöhltem Holz, ist mit Gips und Leinwand überzogen und bemalt und zeichnet sich durch das besondere Y-förmige Kreuz aus.

### Langhaus
Im dritten Arkadenbogen der rechten Seite des Langhauses steht der kostbare Ambo des Bischofs Agnellus. Die aus griechischem Marmor gearbeitete Lesekanzel wurde zwischen 557 und 570 für die antike Basilica Ursiana errichtet, später zerlegt und in den Mauern des barocken Chores eingebaut, bis man sie 1913 rekonstruierte. Auf den jeweils 36 Rechteckfeldern der beiden Seiten befinden sich Flachreliefs mit Tieren.

### Seitenkapellen
Die Seitenkapellen sind reich ausgestattet. In der ersten Kapelle auf der rechten Seite befindet sich ein Altar aus polychromem Marmor, über dem ein Altarbild mit der Darstellung des heiligen Christophorus von Antonio Rossi aus Bologna steht.
Der Altar der nächsten Kapelle aus dem Jahr 1701 wird von einem polychromen Holzkruzifix überragt und besteht aus dem Sarkophag des heiligen Exuperantius aus den 410er Jahren, der die sterblichen Überreste dieses Bischofs von Ravenna beherbergt.
Bedeutsam sind weiterhin die Kapellen des Allerheiligsten Sakraments und Unserer Lieben Frau vom Blutschweiß („Madonna del Sudore“), außerdem die Sarkophage von St. Barbaziano und des seligen Rinaldo.

### Orgel
In der Kathedrale befindet sich die 1936 gebaute Orgel von Mascioni opus 487. Das 1995 von Michelotto restaurierte Instrument ist elektrisch übertragen und verfügt über 51 Register. Der Klangkörper ist in zwei einander gegenüberliegende Elemente unterteilt, die jeweils auf den seitlichen Emporen des Chors innerhalb symmetrischer Kästen stehen; jeder von ihnen hat eine klassizistische Reliefdekoration und eine Schauseite, die aus 21 Hauptpfeifen mit horizontal ausgerichteten Schildmündungen besteht. Der unabhängige Spieltisch befindet sich auf dem Boden rechts neben dem Hochaltar und verfügt über drei Manuale mit je 61 Tönen und ein konkav-radiales Pedal mit 32 Tönen; die Register, Verbindungen, Koppeln und Annullierungen werden durch schwenkbare Platten bedient, die seitlich und oberhalb der Klaviaturen angebracht sind.